# Wolfram von Raven
Wolfram Küneke Otto Anton Dirk Adolf Alfons Rudolf von Raven (* 11. April 1924 in Berlin-Wilmersdorf; † 2003) war ein deutscher Publizist.

## Leben
Seine Eltern waren Werner Alborus von Raven (1875–1928), Regierungsarzt und Bezirksamtmann in Togo und nachmaliger Oberregierungsrat im Reichswirtschaftsministerium, und Maria Margarethe Freiin Lehrer von Lehrstätt (* 1899). Wolfram von Raven war seit 1952 kinderlos verheiratet mit Magret Fauth (* 1929).
Nach dem Abitur leistete Raven zunächst Wehr- und Kriegsdienst. Nach dem Zweiten Weltkrieg arbeitete er von 1947 bis 1956 als Journalist, um dann als Berufsoffizier in die neugegründete Bundeswehr einzutreten. Hier war er zuletzt im Bundesministerium der Verteidigung im Range eines Oberstleutnants als stellvertretender Pressereferent tätig. Seit 1964 war er wieder Journalist und publizierte Artikel über Themen der Landesverteidigung, über den Ost-Westkonflikt, allgemeine Sicherheitsfragen aus verteidigungspolitischer Sicht, über Fragen der Abrüstung und über geostrategische Themen wie das SALT-Abkommen und Strategie im Weltraum in Tages- und Wochenzeitungen. Gleichzeitig war er Chefredakteur der Zeitschrift Europäische Wehrkunde. Daneben trat er auch als Buchautor auf und veröffentlichte Fachbücher über Fragen der Militär- und Verteidigungspolitik der NATO und des Warschauer Paktes. Raven wurde noch Oberst der Reserve der Bundeswehr.

## Ehrungen
- 1983: Verdienstkreuz 1. Klasse der Bundesrepublik Deutschland

## Veröffentlichungen
- Armee gegen den Krieg. Seewald, Stuttgart-Degerloch 1966.
- Strategie im Weltraum. Studiengesellschaft für Zeitprobleme, Bad Godesberg 1969.
- Die zwei Gesichter des Mondes. SV-Verlag, Salzburg 1969.
- Sicherheit im Spannungsfeld der Entspannung. Eurobuch Verlag Lutzeyer, Freudenstadt 1972.
- SALT oder der Durchbruch in die Sackgasse. Seewald, Stuttgart 1976.
- MURFAAMCE oder die Quadratur des Kreises. Seewald, Stuttgart 1976.